# Ceromitia graptosema
Ceromitia graptosema là một loài bướm đêm thuộc họ Adelidae. Loài này có ở Nam Phi.